# 索尔巴克
索尔巴克（法語：Solbach，发音：[sɔlbak] 和 [sɔlbax]）是法国下莱茵省的一个市镇，属于莫尔塞姆区和米齐格县（Mutzig）。该市镇总面积2.79平方公里，2009年时的人口为108人。

## 人口
索尔巴克人口变化图示